# Sutoku
L'emperador Sutoku (崇徳天皇 Sutoku-tenn, 7 de juliol de 1119 -14 de setembre de 1164) va ser el 75è emperador del Japó, segons l'ordre tradicional de successió. Va regnar entre els anys 1123 i 1142. Abans de ser ascendit al «Tron de Crisantem», el seu nom personal (imina) era Príncep Imperial Akihito (顕仁親王, Akihito-shinnō). A la mort de l'enclaustrat Emperador Toba en 1156, l'Emperador Go-Shirakawa i el retirat Sutoku (tots dos fills de Toba) van disputar-se la successió real al «Tron del crisantem», que va mantenir Go-Shirakawa.